# Médaille Allan-Border

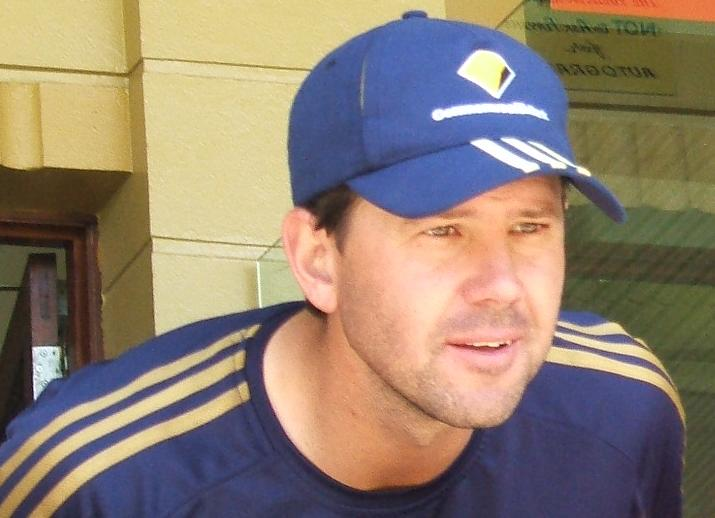
Ricky Ponting, médaille Allan-Border en 2004, 2006, 2007, 2009.

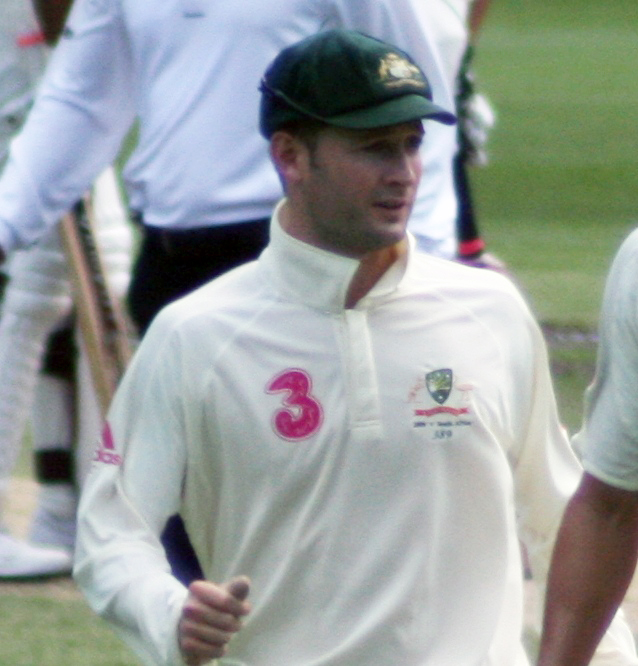
Michael Clarke, médaille Allan-Border en 2005, 2009, 2011, 2012.

La médaille Allan-Border (en anglais Allan Border Medal) est une récompense remise annuellement depuis 2000 par la fédération australienne de cricket, Cricket Australia, à un international australien pour ses performances sur l'année écoulée. Le vainqueur est désigné par un vote auxquels participent joueurs, arbitres et médias. Plusieurs autres trophées individuels sont également attribués au cours de la cérémonie de remise de la médaille, qui a lieu fin janvier ou début février.

## Trophées et cérémonie
La cérémonie de remise de la médaille Allan Border a lieu chaque année depuis 2000 au Crown Casino de Melbourne.

## Palmarès

### Médaille Allan-Border
| Année | Joueur(s)                               |
| ----- | --------------------------------------- |
| 2000  | Glenn McGrath                           |
| 2001  | Steve Waugh                             |
| 2002  | Matthew Hayden                          |
| 2003  | Adam Gilchrist                          |
| 2004  | Ricky Ponting (1)                       |
| 2005  | Michael Clarke (1)                      |
| 2006  | Ricky Ponting (2)                       |
| 2007  | Ricky Ponting (3)                       |
| 2008  | Brett Lee                               |
| 2009  | Ricky Ponting (4) et Michael Clarke (2) |
| 2010  | Shane Watson                            |
| 2011  | Shane Watson (2)                        |
| 2012  | Michael Clarke (3)                      |
| 2013  | Michael Clarke (4)                      |

### Autres récompenses

#### Joueur de l'année en test-matchs
| Année | Joueur(s)          |
| ----- | ------------------ |
| 2000  | Glenn McGrath      |
| 2001  | Colin Miller       |
| 2002  | Matthew Hayden     |
| 2003  | Ricky Ponting      |
| 2004  | Ricky Ponting (2)  |
| 2005  | Damien Martyn      |
| 2006  | Shane Warne        |
| 2007  | Ricky Ponting (3)  |
| 2008  | Brett Lee          |
| 2009  | Michael Clarke     |
| 2010  | Simon Katich       |
| 2011  | Shane Watson       |
| 2012  | Michael Clarke (2) |
| 2013  | Michael Clarke (3) |

#### Joueur de l'année en ODI
| Année | Joueur(s)          |
| ----- | ------------------ |
| 2000  | Shane Warne        |
| 2001  | Glenn McGrath      |
| 2002  | Ricky Ponting      |
| 2003  | Adam Gilchrist     |
| 2004  | Adam Gilchrist (2) |
| 2005  | Andrew Symonds     |
| 2006  | Michael Hussey     |
| 2007  | Ricky Ponting (2)  |
| 2008  | Matthew Hayden     |
| 2009  | Nathan Bracken     |
| 2010  | Shane Watson       |
| 2011  | Shane Watson (2)   |
| 2012  | Shane Watson (3)   |
| 2013  | Clint McKay        |

#### Joueur de l'année en Twenty20 international
| Année | Joueur(s)        |
| ----- | ---------------- |
| 2011  | David Hussey     |
| 2012  | Shane Watson     |
| 2013  | Shane Watson (2) |

#### Jeune joueur de l'année
Le meilleur jeune se voit remettre le titre de Bradman Young Player of the Year
| Année | Joueur(s)       |
| ----- | --------------- |
| 2000  | Brett Lee       |
| 2001  | Nathan Bracken  |
| 2002  | Shane Watson    |
| 2003  | Nathan Hauritz  |
| 2004  | Shaun Tait      |
| 2005  | Mark Cosgrove   |
| 2006  | Dan Cullen      |
| 2007  | Ben Hilfenhaus  |
| 2008  | Luke Pomersbach |
| 2009  | Phillip Hughes  |
| 2010  | John Hastings   |
| 2011  | Trent Copeland  |
| 2012  | David Warner    |
| 2013  | Joe Burns       |

#### Joueur de l'année dans les compétitions nationales
| Année | Joueur(s)           |
| ----- | ------------------- |
| 2000  | Darren Lehmann      |
| 2001  | Darren Lehmann (2)  |
| 2002  | Darren Lehmann (3)  |
| 2003  | Martin Love         |
| 2004  | Simon Katich        |
| 2005  | Andy Bichel         |
| 2006  | Phil Jaques         |
| 2007  | Chris Rogers        |
| 2008  | Ashley Noffke       |
| 2009  | Michael Klinger     |
| 2010  | Michael Klinger (2) |
| 2011  | Usman Khawaja       |
| 2012  | Rob Quiney          |
| 2013  | Phillip Hughes      |

#### Joueuse de l'année

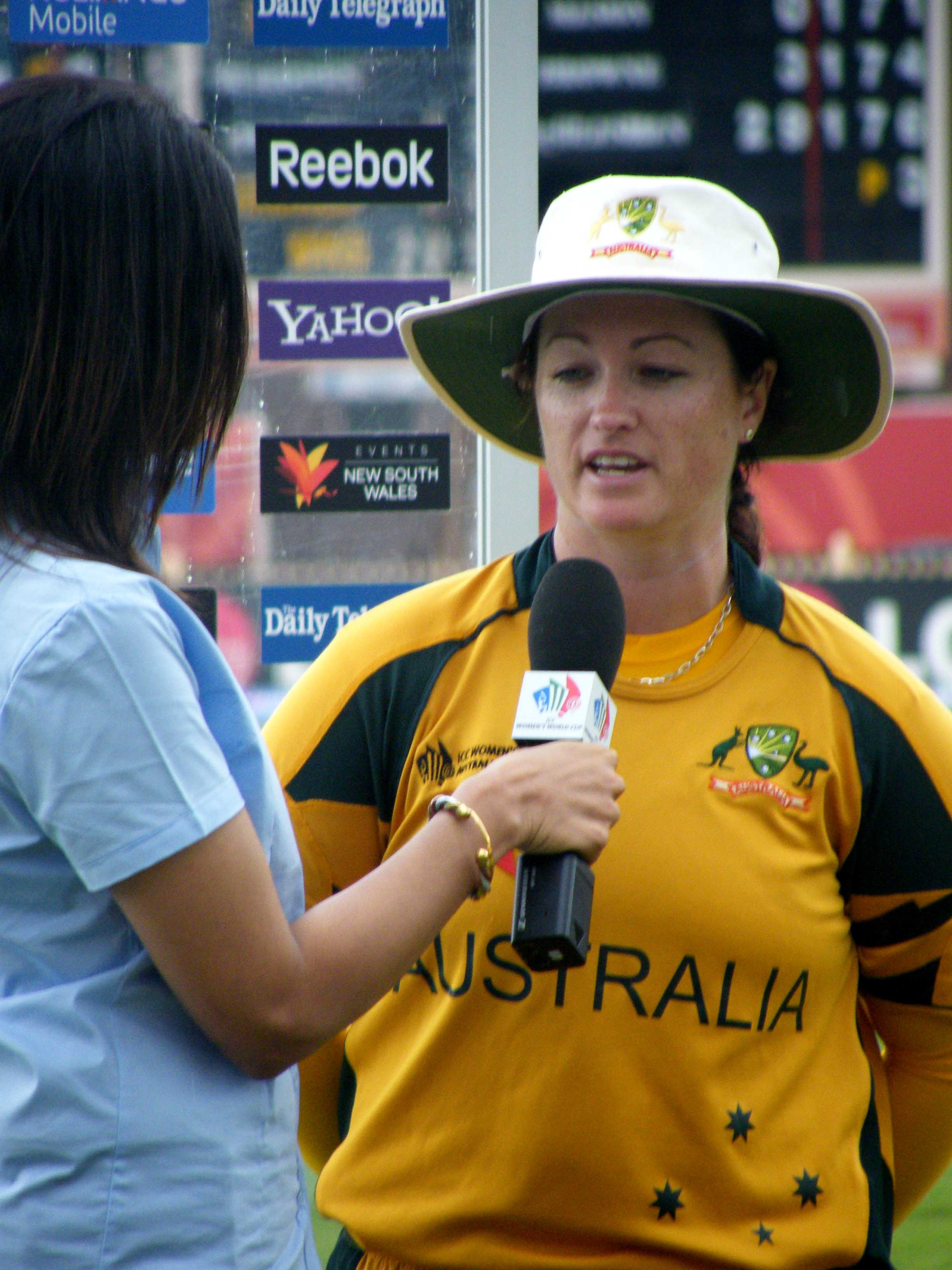
Karen Rolton, meilleure joueuse en 2002, 2003, 2005 et 2006.

| Année | Joueur(s)            |
| ----- | -------------------- |
| 2002  | Karen Rolton         |
| 2003  | Karen Rolton (2)     |
| 2004  | Cathryn Fitzpatrick  |
| 2005  | Karen Rolton (3)     |
| 2006  | Karen Rolton (4)     |
| 2007  | Lisa Sthalekar       |
| 2008  | Lisa Sthalekar (2)   |
| 2009  | Shelley Nitschke     |
| 2010  | Shelley Nitschke (2) |
| 2011  | Shelley Nitschke (3) |
| 2012  | Shelley Nitschke (4) |
| 2013  | Jess Cameron         |